# Психометрические тесты при приёме на работу
Психометрические тесты — распространенный и удобный для работодателей тестовый способ первичной оценки соиcкателей на рабочие места. Такие тесты призваны показать, насколько действующий сотрудник может соответствовать занимаемой должности или быть достойным повышения или насколько соискатель достоин предлагаемой вакансии.
Психометрический тест представляет собой последовательность стандартизированных тестовых заданий с выбором из заданных вариантов ответа или с кратким свободным ответом, имеющим формализованную (однозначную) интерпретацию. Важным признаком психометрического теста является наличие шкалы тестовых баллов, построенной на базе эмпирического распределения частот ответов на задания теста. Психометрические тесты, предназначенные для широкого практического (коммерческого) использования, отличаются от исследовательских версий тем, что разработчики снабжают методическую документацию по этим тестам особым разделом — психометрическим отчетом, в котором указывают на измеренные психометрические параметры теста — надежность, валидность и репрезентативность тестовых норм.

## Виды психометрических тестов
Разные работодатели и компании-разработчики тестовых способов оценки соискателей используют разные наборы психометрических тестов.
Наиболее часто используемыми видами данных видов тестов при приеме на работу являются:
- числовые тесты
- вербальные тесты
- логические тесты
- психологические (ситуационные) тесты и личностные опросники
- тесты на общую эрудицию
- тесты на внимательность
- тесты общего интеллектуального развития

Тесты способностей:
Числовые психометрические тесты — это тестовые задания, требующие проведения расчетов для нахождения ответа. Они не подразумевает сложных математических вычислений и основываются на базовых арифметических действиях — сложении, вычитании, умножении, делении и нахождении процентов и долей. Числовые тесты используются для оценки способности кандидата быстро считать и делать логические выводы на основе анализа числовых данных. Часто в таких тестах данные подаются в виде таблиц и графиков.
Вербальные тесты предназначены для проверки способности понимать текстовую информацию и делать выводы на ее основе. Широко используется два вида психометрических вербальных тестов:
- тесты «верно — неверно — не могу сказать»;
- тесты на вербальный анализ.

В тестах первого вида задача стоит в определении на основе текста верно или неверно данное утверждение, или что для определения его верности или неверности не хватает данных. В тестах на вербальный анализ необходимо сделать вывод на основе текста и выбрать из предложенных вариантов ответа соответствующий этому выводу.
Логические тесты или тесты на логическое мышление призваны оценить способность соискателя к абстрактному мышлению и анализу закономерностей. В тестах такого вида от соискателя требуется найти общие признаки, объединяющие группу абстрактных форм и сделать на основе этой закономерности вывод о том, какая форма из предложенных вариантов ответа может принадлежать или не соответствовать этой закономерности.
Психологические или ситуационные тесты при приеме на работу используются для первичной оценки поведенческих особенностей соискателей. С их помощью можно сделать выводы о том, как кандидат на вакансию будет вести себя в коллективе, насколько он соответствует принятым в компании правилам, как умеет общаться и ладить с людьми, умеет ли находить пути решения рабочих вопросов и проблем, насколько стрессоустойчив и т. д. Современные психометрические тесты на оценку поведения могут с высокой долей точности и объективности оценивать поведенческие привычки соискателя и делать прогноз о его будущем поведении на рабочем месте.
Тесты на общую эрудицию призваны оценить уровень общих разносторонних знаний соискателя. Они могут включать самые разнообразные типы вопросов из истории, географии, социальной сферы, политики, искусства и т. д. Такие тесты широко применяются в компаниях, где от соискателя требуется наличие широкого кругозора, например, в консалтинге. Конкурс «Лидеры России» также в обязательном порядке использует тестирование на общую эрудицию по истории, географии, культуре и социально-экономическом устройстве России.
Психометрические тесты на внимательность проводятся в компаниях, где требуется высокий уровень концентрации при выполнении работы, например, для операторов точного производства, пультов управления, машинистов поездов и пилотов самолетов и т. д.
Тесты общего интеллектуального развития представляют собой сборники тестов, составленных таким образом, чтобы оценить соискателя с разных сторон. В такие тесты включаются задания всех вышеперечисленных типов.

### Использование психометрических тестов
Абсолютное большинство крупных компаний России и мира используют психометрическое тестирование как первый этап оценки соискателей. 9 из 10 компаний из списка Forbes World's Biggest Companies и 86 из 100 компаний из FTSE 101 используют  тесты способностей при приеме на работу и для обоснования кадровых решений. Данный метод оценки подходит для HR отделов компаний тем, что позволяет автоматизировано, объективно и достаточно быстро провести анализ интеллектуальных способностей кандидатов на рабочие места или сотрудников. На основе полученных объективных данных отсеять соискателей, которые не соответствуют нижней планке требований и выявить самых способных.
Ввод тестирования при приеме на работу стал революционным шагом в индустрии HR, так как эти технологии многократно сокращают трудозатраты отделов кадров крупных компаний на оценки одного соискателя и позволяет объективно выбирать лучших кандидатов на работу.

### Основные компании-разработчики психометрических тестов
Основными разработчиками психометрических тестов для оценки соискателей на рабочие места являются следующие компании:
- CEB SHL
- Talent Q
- On Target
- IBM Kenexa
- Saville Consulting
- Human Technologies (система Ht-Line)
- Union Assessment Center